# Poecilozonites circumfirmatus
Espèce
Statut de conservation UICN

PEWB1ab(ii,iii,iv,v) : Peut-être éteint à l'état sauvage
Poecilozonites circumfirmatus est une espèce d'escargots de la famille des Zonitidae.

## Répartition
Cette espèce a été découverte aux Bermudes.

## Description
Dans sa description de 1853, le naturaliste américain John Howard Redfield (d) (1815-1895) indique que cette espèce présente un diamètre de 10 à 11 mm pour une hauteur de 6 mm.

## Menace
L'espèce 'Poecilozonites circumfirmatus est menacée par l'étalement urbain et les espèces envahissantes. La dernière évaluation remonte au 19 août 2019 où un seul spécimen a été aperçu.

## Liste des variétés
Selon GBIF (17 mai 2023) :
- Poecilozonites circumfirmatus var. circumfirmatus Redfield, 1853
- Poecilozonites circumfirmatus var. trochiformis Peile, 1924

## Systématique
Le nom valide complet (avec auteur) de ce taxon est Poecilozonites circumfirmatus (Redfield, 1853).
L'espèce a été initialement classée dans le genre Helix sous le protonyme Helix circumfirmata Redfield, 1853,.
Poecilozonites circumfirmatus a pour synonymes :
- Helix circumfirmata Redfield, 1853
- Helix circumfirmata Tryon, 1887
- Helix circumfirmatus Tristram, 1861
- Helix discrepans L.Pfeiffer, 1863
- Helix ptychoides Prime, 1852
- Hyalina circumfirmata Jones, 1876
- Hyalina discrepans Pfeiffer, 1868
- Hyalisosagda circumfirmata Kobelt, 1880
- Hyalosagda discrepans Kobelt, 1880
- Poecilozonites circumfirmatas Bland, 1895
- Poecilozonites circumfirmatus subsp. discrepans (L.Pfeiffer, 1863)
- Poecilozonites circumfirmatus var. caliban Peile, 1924
- Poecilozonites circumfirmatus var. corneus Pilsbry, 1890
- Poecilozonites circumfirmatus (Redfield, 1853)
- Poecilozonites peilei Riedel, 1980
- Poecilozonites peilei Vanatta, 1925

## Publication originale
Sous le taxon Helix circumfirmata :
- (en) John H. Redfield, « Descriptions of New Species of Helicidae », Annals of the Lyceum of Natural History of New York, New York, vol. 6, no 1,‎ septembre 1858, p. 14-18 (ISSN 0890-6564 et 2374-8559, OCLC 1716745, DOI 10.1111/J.1749-6632.1858.TB00339.X, lire en ligne).